# Институт сравнительного и международного частного права Общества Макса Планка
Институт сравнительного и международного частного права Общества Макса Планка (нем. Das Max-Planck-Institut für ausländisches und internationals Privatrecht, MPI-PRIV) в Гамбурге — это исследовательский институт в составе Общества Макса Планка.
Институт проводит фундаментальные сравнительно-правовые исследования в области зарубежного и международного частного, коммерческого, предпринимательского и процессуального права. Институт был основан в Берлине в 1926 году как часть Общества кайзера Вильгельма, преемником которого является Общество Макса Планка.
С 1944 года институт базировался в Тюбингене, а в 1956 году переехал в Гамбург.

## История
В 1926 году в Берлине был основан Институт иностранного и международного частного права кайзера Вильгельма. Одной из первых его задач было решение вопросов частного права, вытекающих из Версальского договора. Руководителем института стал Эрнст Рабель. Институт располагался вместе с «Институтом сравнительного публичного и международного права кайзера Вильгельма» (нем. Kaiser-Wilhelm-Institut für ausländisches öffentliches Recht und Völkerrecht) в Королевском дворце.
Рабель был уволен в 1936 году в рамках гляйхшальтунга института. С 1937 года новым директором стал Эрнст Хейманн, что соответствовало намерениям национал-социалистов. В 1944 году институт был эвакуирован в Тюбинген, благодаря чему его библиотека пережила Вторую мировую войну без повреждений. В 1946 году Хеймана на посту директора института сменил Ханс Дёлле. В 1949 году институт был включен в состав преемника Общества кайзера Вильгельма — Общества Макса Планка. В 1956 году институт переехал из Тюбингена в Гамбург-Ротербаум. Здание института на Миттельвеге строилось с 1954 по 1956 год. Недвижимость по адресу Миттельвег 183–190 принадлежала Фонду «Stiftung John Fontenay's Testament», у которого её арендовал город Гамбург. Здания по адресу Миттельвег 183 и 185 в северной части были сохранены и поставлены под охрану как исторические памятники. Здания в южной части были снесены и заменены новым комплексом Института Макса Планка.
В 1963 году Конрад Цвайгерт принял управление институтом от Ханса Дёлле. В 1976 году институт отметил свое 50-летие, и основным докладчиком на мероприятии был федеральный министр юстиции Ханс-Йохен Фогель.
Здание на Миттельвег было расширено в 1970-х годах. Оно имеет прямоугольную планировку с большим двором. В 1979 году Конрад Цвайгерт отказался от управления учреждением, и с тех пор институтом руководит совет директоров. В группу менеджеров входили Ульрих Дробниг (1979–1996 гг.), Хайн Кётц (1979–2000 гг.), Эрнст-Йоахим Местмекер (1979–1994 гг.), Клаус Хопт (1995–2008 гг.), Юрген Базедов (1997–2017 гг.), Райнхард Циммерманн (2002 г.). до 2022 г.), Хольгер Фляйшер (с 2009 г.) и Ральф Михаэльс (с 2019 г.). С 2005 по 2006 год здание снова расширили. Невысокие здания, которые ранее образовывали южную окраину Карре, были снесены. Снесенную часть здания заменили четырехэтажным строением. Новое здание облицовано медью, его полезная площадь (GFA) составляет 3500 м².

## Деятельность
Институт предоставляет академические консультации отечественным и зарубежным законодателям, продвигает молодых ученых вместе с юридическим факультетом Гамбургского университета и является центром международного академического обмена. В контексте международного частного права институт действует по запросу немецких судов, например, в трансграничных семейных делах. По инициативе института и Института социального права и социальной политики Макса Планка «Форум международного спортивного права» проводится каждый год.
Одним из крупнейших изданий со значительным участием института была Международная энциклопедия сравнительного правоведения (Encyclopedia of Comparative Law, IECL); первоначальными редакторами серии были директора института Цвайгерт и Дробниг.
Институт публикует годовые отчеты о деятельности, которые также доступны в Интернете. Институт является членом сети «Max Planck Law», которая способствует сотрудничеству между докторантами и постдокторантами Институтов Макса Планка в области права и предлагает программы обмена и мероприятия по специальным темам и развитию карьеры.

## Библиотека
В библиотеке института собрана литература по международному и общему частному праву со всего мира. Коллекция включает более 500 000 томов и более 2000 текущих периодических изданий. После Гарвардской школы права институт располагает крупнейшей в мире коллекцией литературы по международному и зарубежному гражданскому праву. Библиотека представляет собой исключительно справочную коллекцию, и никакие названия не могут быть заимствованы. Поэтому библиотека не принимает активного участия в абонементной деятельности библиотек. В основном она используется сотрудниками института в исследовательских целях. Вход для гостей возможен только в исключительных случаях и по запросу.

## Внешние ссылки
- Домашняя страница института
- Страница института на сайте Общества Макса Планка